# Arno Roßberg
Arno Roßberg (* 31. Dezember 1880 in Reudnitz; † nach 1950) war ein deutscher Politiker der Liberal-Demokratischen Partei Deutschlands.

## Leben
Arno Roßberg wurde zu Silvester 1880 in einem Vorort von Leipzig geboren. Nach der Bürgerschule absolvierte er von 1895 bis 1898 an einer Öffentlichen Handelslehranstalt eine Kaufmannslehre. Ab 1905 arbeitete er in der Geschäftsstelle Hannover des Verbandes Deutscher Handlungsgehilfen und ab Oktober 1907 für den gleichen Verband als Gaugeschäftsführer in Magdeburg. 1908 trat er in die Fortschrittliche Volkspartei ein. Darüber hinaus engagierte er sich in weiteren öffentlichen Ämtern, so als Landesarbeitsrichter und Mitglied im Landeseisenbahnrat. 1913 erhielt Roßberg ein Stadtverordnetenmandat in Magdeburg, welches er bis 1933 innehatte. Nach der Machtergreifung der Nationalsozialisten musste er dieses niederlegen und verdingte sich als Bücherrevisor sowie als Helfer in Steuern und Haushaltssachen.
Roßberg gehörte nach Kriegsende im Sommer 1945 zu den Mitbegründern der LDP in Sachsen-Anhalt. Wohl aufgrund seiner Verwaltungserfahrung wurde er im Juli von der Besatzungsmacht zum 2. Vizepräsidenten des Bezirks Magdeburg der Provinz Sachsen, dem späteren Land Sachsen-Anhalt ernannt. Zugleich saß er ab Dezember 1946 als Nachrücker für den verstorbenen Abgeordneten Erich Krüger für die LDP im Landtag von Sachsen-Anhalt. Roßberg trat jedoch im Februar 1950 aus seiner Fraktion aus und gehörte zu den Begründern der Fraktion der Mitte, die aus sechs ehemaligen Abgeordneten von LDP und CDU bestand und der SED nahestand. Später war er im Ministerium für Land- und Forstwirtschaft Sachsen-Anhalt als Leiter der Allgemeinen Abteilung tätig. 
Über seinen weiteren Lebensweg ist in der Literatur nichts nachgewiesen.